# 穀氏鯧鰺
穀氏鯧鰺（学名：Trachinotus goodei），為輻鰭魚綱鱸形目鱸亞目鰺科鯧鰺屬下的一個種，分布於西大西洋區，從美國麻州、百慕達群島、墨西哥灣至阿根廷海域，深度0-12公尺，本魚體粗短呈菱形且側扁，吻圓鈍，口具絨毛狀齒，頭部及背部灰色至藍綠色，體側為銀色，並具有4個深色橫帶，胸部橙色，背鰭及臀鰭軟條延長，背鰭、臀鰭及尾鰭黑色，背鰭硬棘7-8枚、背鰭軟條19-20枚、臀鰭硬棘2-3枚、臀鰭軟條16-18枚，體長可達50公分，體重可達560公克，棲息在水質清澈，沙底質的淺海及珊瑚礁，成群活動，屬肉食性，以蠕蟲、甲殼類、軟體動物等為食，可作為食用魚、養殖魚及遊釣魚。

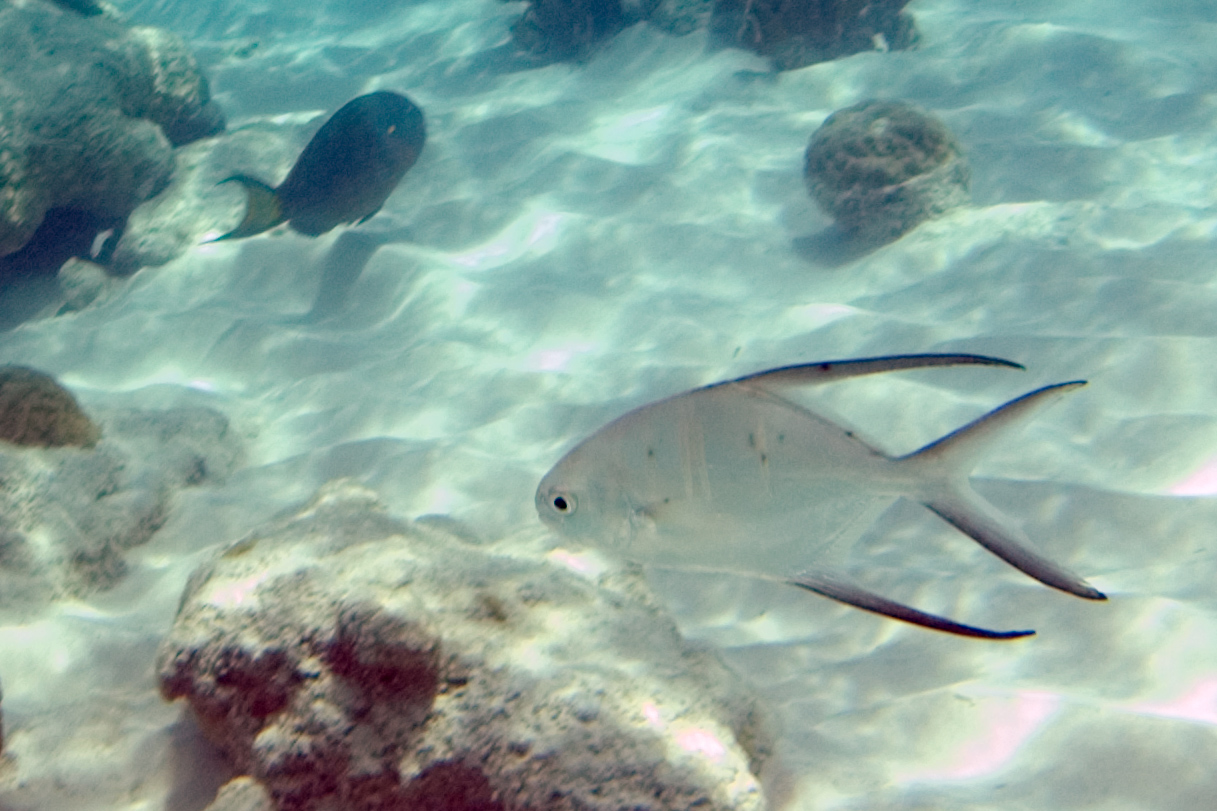
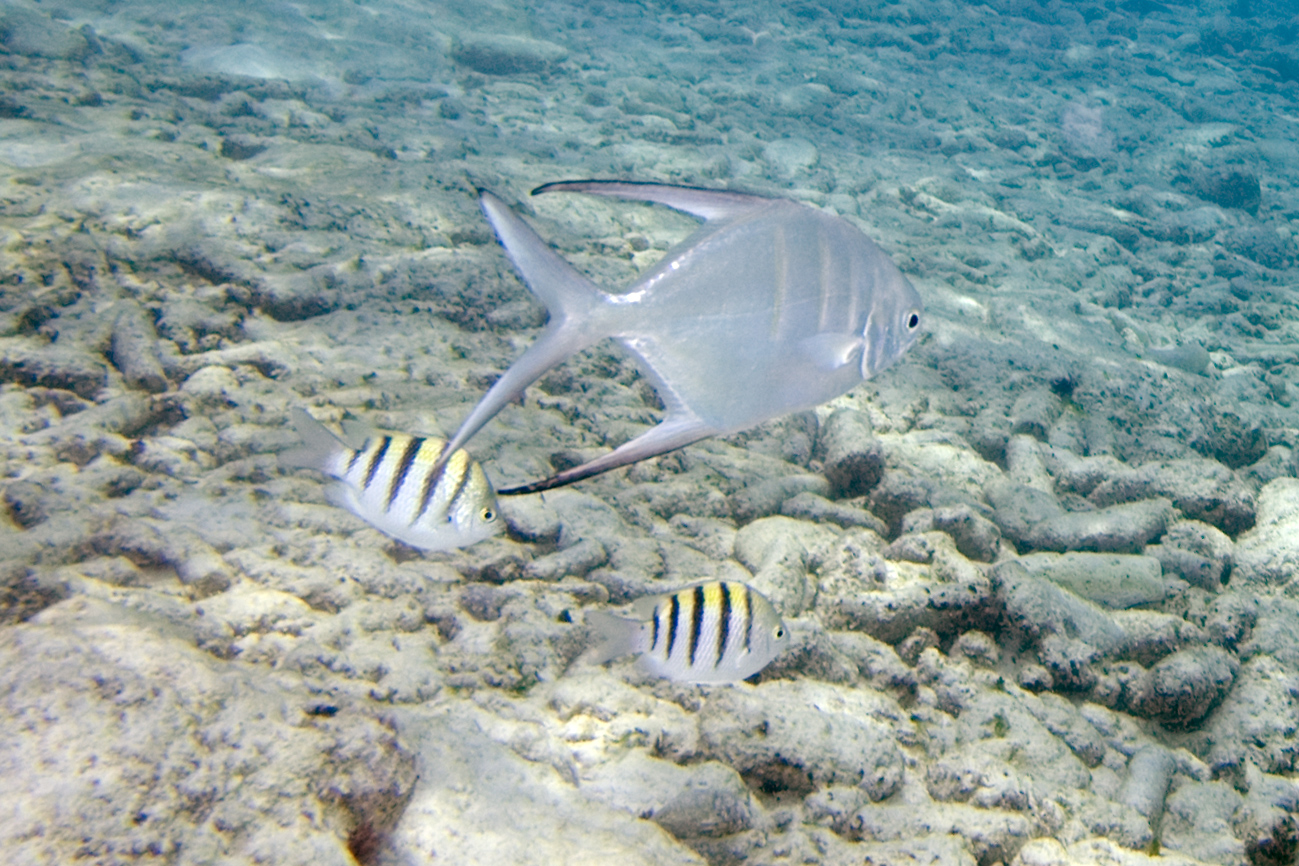